# Федоренко, Василий Иванович
Василий Иванович Федоренко (31 декабря 1913 года — 22 сентября 1943 года) — штурман 979-го истребительного авиационного полка 230-й штурмовой авиационной дивизии 4-й воздушной армии Северо-Кавказского фронта, капитан. Герой Советского Союза.

## Биография
Родился 31 декабря 1913 года в городе Харькове Украины. Работал намотчиком.
В Красной Армии с 1935 года. В 1938 году окончил Чугуевское военное авиационное училище. На фронтах Великой Отечественной войны с сентября 1942 года.
К маю 1943 года совершил 116 боевых вылетов. В 51 воздушном бою он лично сбил 10, и в составе группы — 2 вражеских самолёта.
Указом Президиума Верховного Совета СССР «О присвоении звания Героя Советского Союза начальствующему составу Военно-Воздушных сил Красной Армии» от 24 мая 1943 года за «образцовое выполнение боевых заданий командования на фронте борьбы с немецкими захватчиками и проявленные при этом отвагу и геройство» удостоен звания Героя Советского Союза с вручением ордена Ленина и медали «Золотая Звезда».
Погиб в воздушном бою 22 сентября 1943 года. Похоронен на центральной площади станицы Красноармейская Красноармейского района Краснодарского края.
Всего на фронте капитан В. И. Федоренко выполнил около 200 боевых вылетов, сбив 12 самолётов врага лично и 2 в группе.